# Cabeza de Baniblá
Cabeza de Baniblá är en bergstopp i Spanien.   Den ligger i provinsen Província de Lleida och regionen Katalonien, i den nordöstra delen av landet, 500 km nordost om huvudstaden Madrid. Toppen på Cabeza de Baniblá är 2 227 meter över havet, eller 111 meter över den omgivande terrängen. Bredden vid basen är 1,5 km.
Terrängen runt Cabeza de Baniblá är kuperad österut, men västerut är den bergig. Runt Cabeza de Baniblá är det mycket glesbefolkat, med 5 invånare per kvadratkilometer. Närmaste större samhälle är Vielha, 12,1 km väster om Cabeza de Baniblá. I omgivningarna runt Cabeza de Baniblá växer i huvudsak blandskog.